# Teorema del valor mitjà de Cauchy
En càlcul diferencial, el teorema del valor mitjà de Cauchy és una generalització del teorema del valor mitjà (de Lagrange). A partir d'aquest es pot demostrar la regla de l'Hôpital, molt útil per resoldre indeterminacions del tipus {\displaystyle \textstyle {\frac {0}{0}}} i {\displaystyle \textstyle {\frac {\infty }{\infty }}}.

## Teorema
El teorema diu el següent:
| Siguin {\displaystyle \,f} i {\displaystyle \,g} dues funcions contínues a {\displaystyle \,[a,b]} i derivables a {\displaystyle \,(a,b)}. Si {\displaystyle \,f'} i {\displaystyle \,g'} no s'anul·len simultàniament, llavors existeix {\displaystyle c\in (a,b)} tal que: {\displaystyle \,g'(c)[f(b)-f(a)]=f'(c)[g(b)-g(a)]} Augustin Louis Cauchy |

Com s'ha dit anteriorment, aquest teorema és una generalització del teorema del valor mitjà de Lagrange, ja que aquest ocorre quan {\displaystyle \,g(x)=x}.

## Demostració
Tenim dues funcions {\displaystyle \,f(x)} i {\displaystyle \,g(x)} continues a {\displaystyle \,[a,b]} i derivables a {\displaystyle \,(a,b)}. A partir d'aquestes podem definir una nova funció com:

{\displaystyle \,h(x)=f(x)[g(b)-g(a)]-g(x)[f(b)-f(a)]}

Aquesta funció compleix el teorema de Rolle, ja que:

{\displaystyle {\begin{aligned}h(a)=f(a)g(b)-f(b)g(a)\\h(b)=f(a)g(b)-f(b)g(a)\end{aligned}}}

Per tant, {\displaystyle \exists c\in (a,b):h'(c)=0}. Calculant la derivada de {\displaystyle \,h(x)}:

{\displaystyle \,h'(x)=f'(x)[g(b)-g(a)]-g'(x)[f(b)-f(a)]}

I introduint-hi el valor de {\displaystyle \,c}, veiem que

{\displaystyle \,h'(c)=f'(c)[g(b)-g(a)]-g'(c)[f(b)-f(a)]=0}

Que és equivalent al que volíem demostrar.

{\displaystyle \,g'(c)[f(b)-f(a)]=f'(c)[g(b)-g(a)]}

A més a més, si {\displaystyle g(b)\neq g(a)} i {\displaystyle \,g'(c)\neq 0}, l'equació anterior es pot escriure com:

{\displaystyle {\frac {f(b)-f(a)}{g(b)-g(a)}}={\frac {f'(c)}{g'(c)}}}